# Schneider et Cie
Pour les articles homonymes, voir Schneider.
Schneider et Cie (se prononce "Schnedr" [ʃnɛdʁ][réf. nécessaire]) est une ancienne société française fondée au Creusot (Saône-et-Loire) en 1836 par Adolphe et Eugène Schneider. Ses points d'attache étaient les activités minières (charbon, notamment le bassin houiller de Blanzy et minerai de fer), sidérurgiques (fonderie et forge) puis de matériels (locomotives, armement, moteurs, turbines…) et d'équipement (ponts, charpentes…). Pendant plus d’un siècle, elle s’est développée en se diversifiant fortement et a constitué le premier groupe industriel français au niveau international. En 1949 elle était la maison-mère de la holding nommée Groupe Schneider, avec SFAC et CITRA comme principales filiales. En 1966 le Groupe Schneider a fusionné avec le Groupe Empain pour former le Groupe Empain-Schneider avec Creusot-Loire de 1970 à 1984 et Jeumont-Schneider jusqu'en 1986. Schneider Electric en est un descendant.

## Histoire de la société

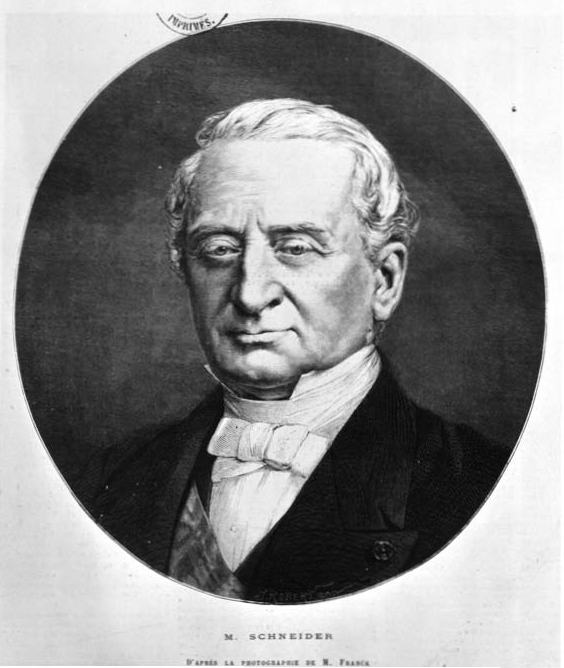
Joseph Eugène Schneider (1805-1875).

En 1821, Adolphe Schneider entre à la banque Seillière sur recommandation de son cousin Virgile Schneider. En 1830, il se voit confier l’intendance des fournitures en vivres et fourrages de l’expédition militaire pour la destitution du dey d’Alger. C’est un succès financier et les Seillière s’estiment redevables envers lui et sa famille. La banque, qui vient d’acheter les forges de Bazeilles (Ardennes), y nomme gérant Eugène Schneider, le frère d’Adolphe. Le 27 décembre 1836, après avoir trouvé un difficile montage financier, François-Alexandre Seillière, Louis Boigues, propriétaire des Forges de Fourchambault et les frères Adolphe et Eugène Schneider, se portent acquéreurs de tous les Établissements du Creusot. Adolphe et Eugène Schneider deviennent les cogérants de la nouvelle société : Schneider frères et Cie, société en commandite par actions, passée sous le nom de Schneider et Cie au décès accidentel d'Adolphe en 1845.

### L’implantation des Schneider au Creusot auXIXesiècle
L’industrie métallurgique était implantée dans la région du Creusot-Montcenis depuis la fin du XVIIIe siècle. Plusieurs maîtres des forges, Ignace de Wendel, Jean-François Chagot puis Manby et Wilson, se sont succédé sans parvenir à pérenniser cette activité. Les Schneider s’y intéressent dès 1835, grâce à leur connaissance de la situation financière de ces sociétés au Creusot et à l’opportunité apportée par les débuts du développement du chemin de fer, inventé en Angleterre, dont le potentiel permet d’espérer un développement en France, puis à l’étranger.
Ce marché naissant, surtout lié à des villes minières, engendre un besoin en rails et en locomotives. Dès le début, l’ambition de construire des locomotives implique la création ex nihilo d'une activité de construction mécanique. Le choix est fait de concevoir une locomotive originale en s’inspirant de la technique britannique (la Gironde en 1838).
Les lignes de chemin de fer nécessitent également des ponts pour franchir les cours d’eau. Cette activité est développée à Chalon-sur-Saône (Le Petit Creusot), initialement dévolu à la construction de bateaux, puis, à partir des années 1850, aux ponts et charpentes métalliques et enfin aux travaux publics (caissons de fonçage à l’air comprimé, écluses, aménagements de ports, grues).

### La construction de l’outil industriel auXIXesiècle
Le site du Creusot présente à la création de la société la particularité unique en France de disposer des sources de minerai de fer et de charbon dans un périmètre restreint. En s’appuyant sur cette spécificité, les dirigeants étendent leurs sources d’approvisionnement aussi bien pour le fer que pour le charbon, soit en nouant des partenariats avec par exemple le bassin de Blanzy pour le charbon, soit en prenant le contrôle de mines de fer dans la Nièvre et la vallée de la Dheune. La sécurité des approvisionnements est une préoccupation constante des deux dirigeants du XIXe siècle, Eugène et son fils Henri qui lui succède.

Les mines Schneider.
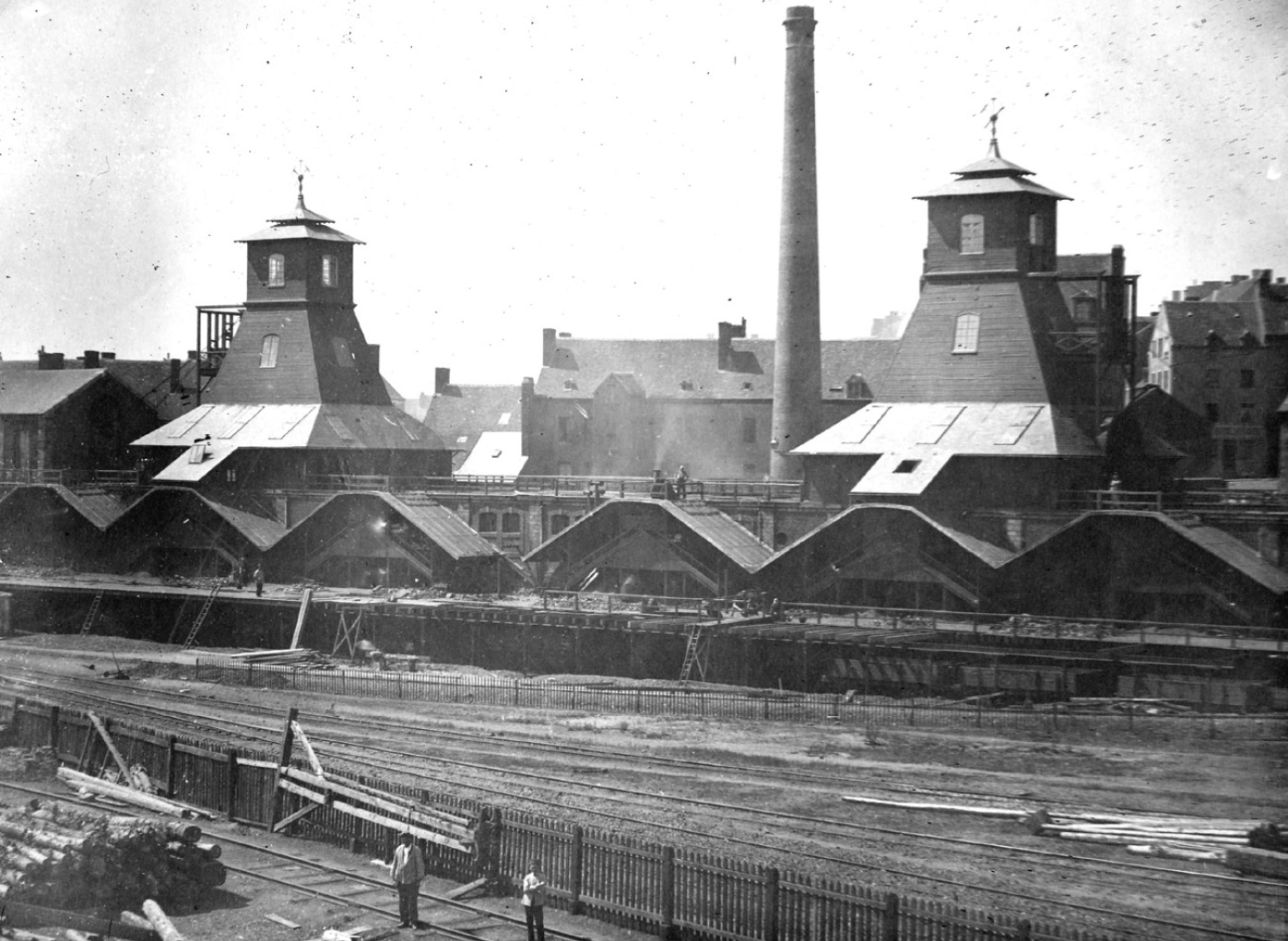
Les puits Saint-Pierre et Saint-Paul (Le Creusot, charbon).
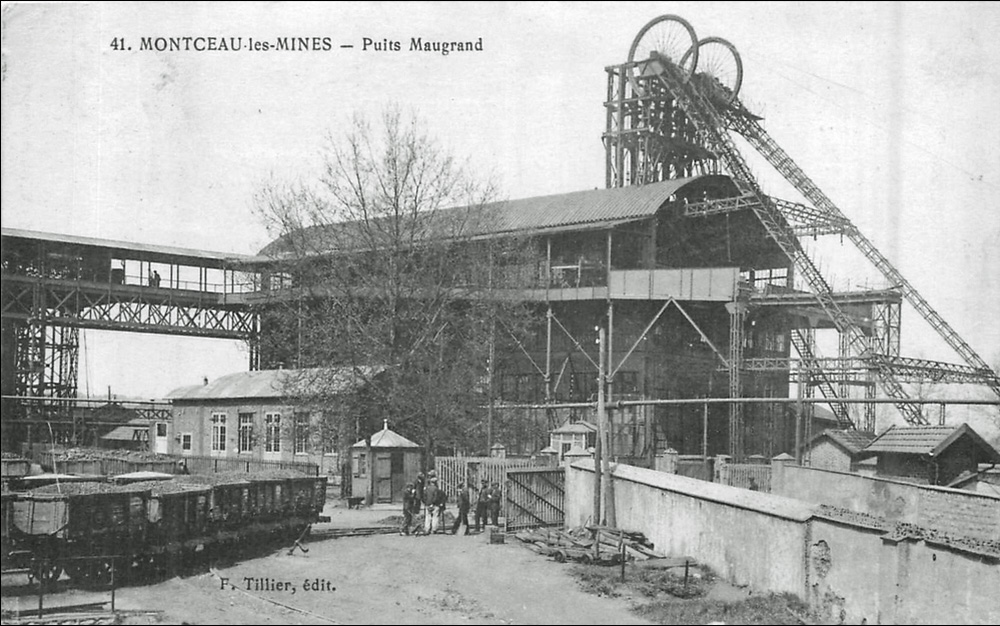
Le puits Maugrand (Montceau-les-Mines, charbon).
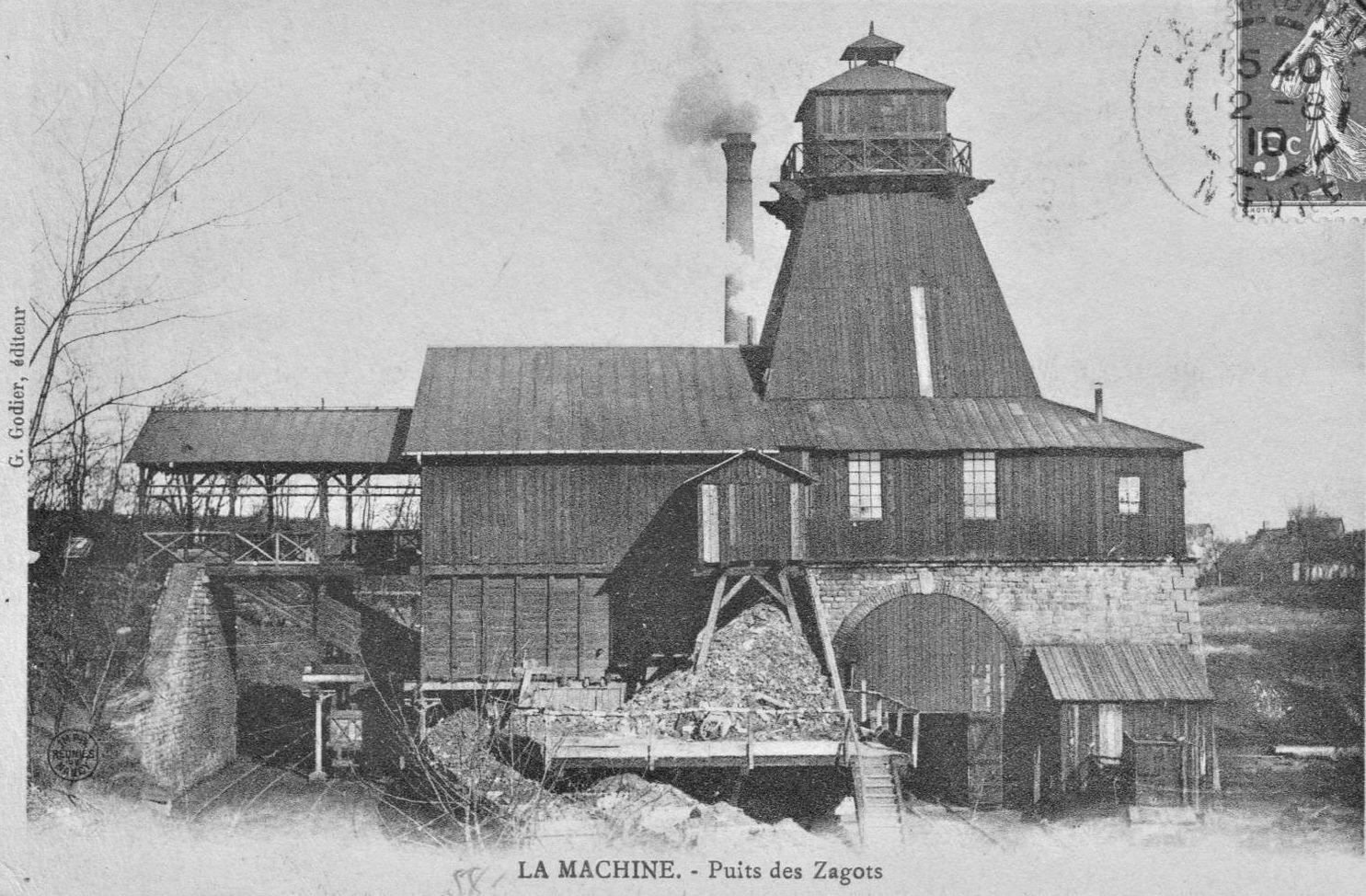
Le puits des Zagots (La Machine, charbon).
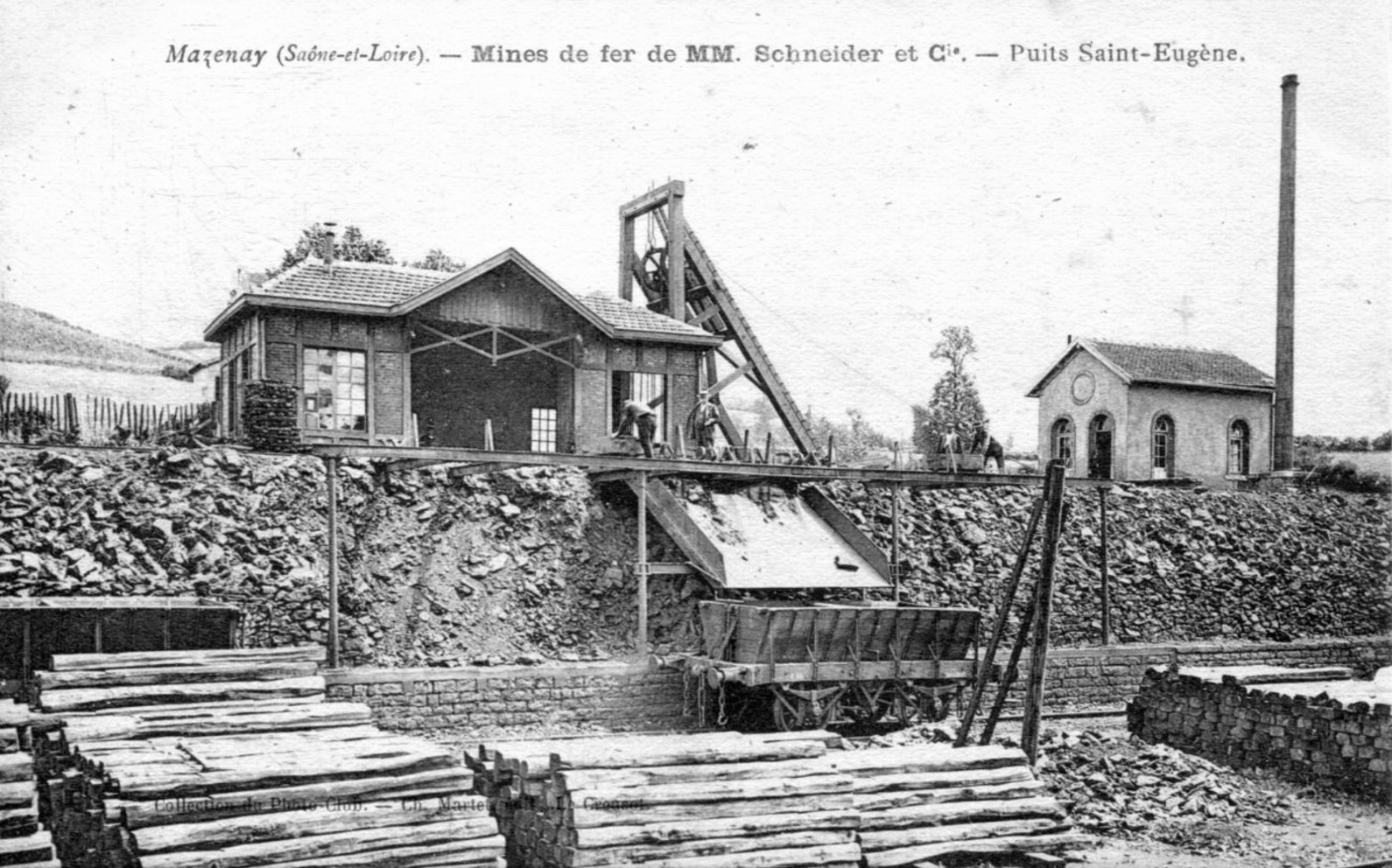
Le puits Saint-Eugène (Saint-Sernin-du-Plain, minerai de fer).

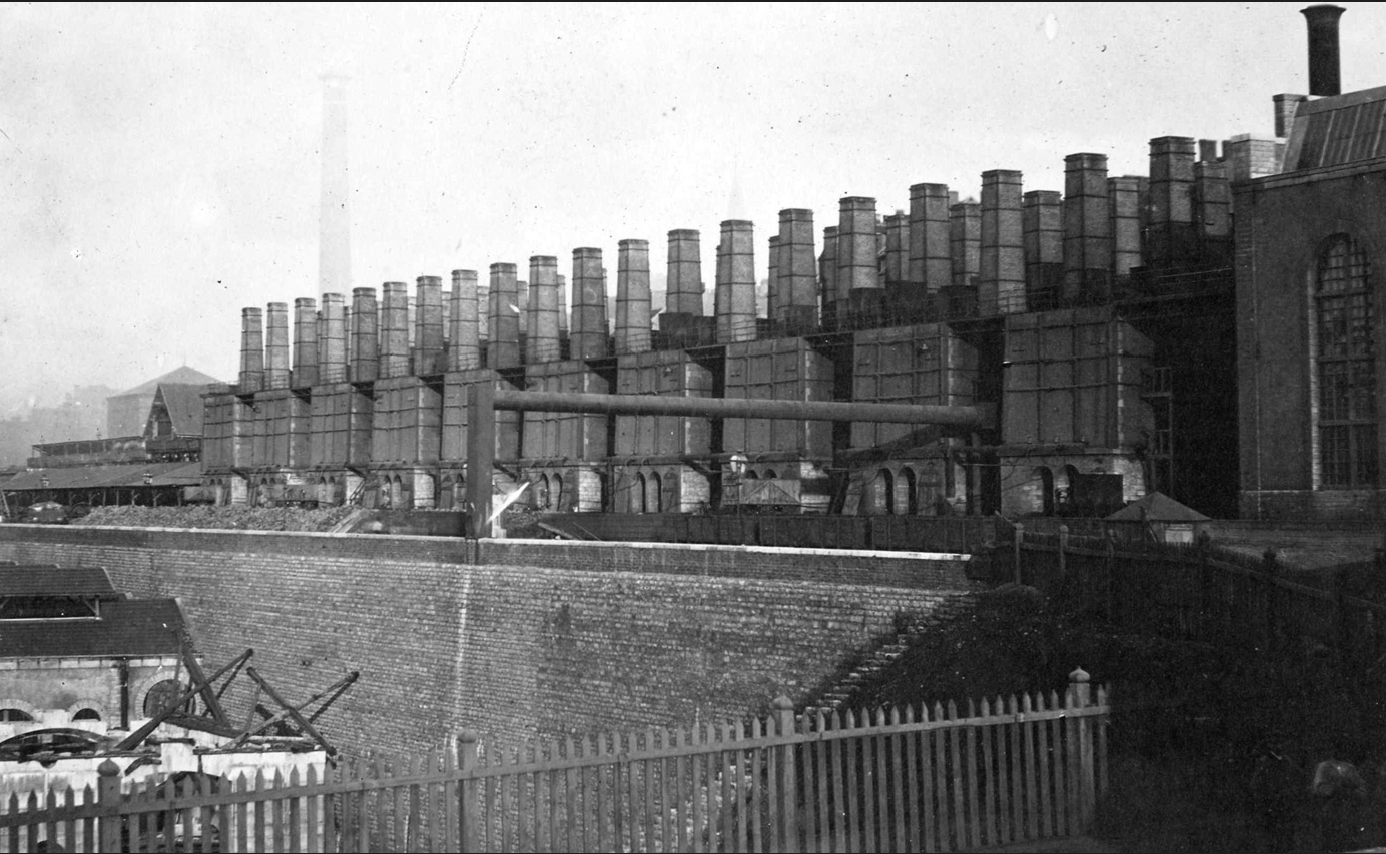
Les fours Appolt au Creusot pour la production de coke.

Eugène puis Henri Schneider sont toujours à la pointe de l’utilisation des dernières techniques métallurgiques : fonte au coke, acier puddlé à la main puis mécaniquement, convertisseurs Bessemer, fours Thomas et Martin. Ils font de même pour la transformation des produits, avec les laminoirs à rails et surtout le marteau-pilon, inventé par l’ingénieur François Bourdon, puis les presses hydrauliques, pour ne citer que les exemples les plus significatifs.
La grande innovation industrielle réside dans l’intégration verticale vers le produit élaboré en créant sur place des très grands ateliers de mécanique, puis de montage et d’assemblage. C'est possible en s’appuyant sur des bureaux d’études internes et la capacité d’inventer et de construire leurs propres machines-outils spécifiques. C’est cette concentration de moyens industriels et humains dans un même lieu, une première en France, qui est la clé de leur succès au XIXe siècle.
Jusqu’à la guerre de 1870, les productions se consacrent essentiellement aux équipements civils : chemin de fer (rails, locomotives, ponts), bateaux fluviaux, charpentes pour bâtiments industriels, équipements pour rivière (écluses, barrages) et aménagement de ports.
Après la défaite de 1870 Adolphe Thiers incite Eugène Schneider à s'impliquer plus fortement dans l’activité de l’armement. C'est son fils Henri qui mettra en œuvre cette nouvelle orientation, par la création de nouveaux ateliers d'artillerie, développant ainsi une large gamme de canons et mortiers, dont le plus emblématique est le canon de 75 mm. Cette activité est cependant freinée par les cadres militaires de l’Armement, jaloux de leur monopole et de leur technologie. En 1897, la société rachète les ateliers d’artillerie des Forges et Chantiers de la Méditerranée, situés au Havre. L’embauche de l’ingénieur Gustave Canet au Havre, qui améliore sensiblement la technologie du canon sans recul, fait beaucoup pour la renommée des productions Schneider. L’apparition des aciers au nickel, maîtrisés depuis 1889, lui donne une avance internationalement reconnue dans les tôles de blindages pour cuirassés et sont des compléments essentiels de cette branche. Les aciers du Creusot se montrent ainsi souvent à leur avantage lors des concours (Expositions universelles) face à leurs concurrents (Vickers, Krupp AG, Skoda).
Au tournant du XXe siècle, Le site du Creusot s’implique dans la construction électrique (dynamos, alternateurs, transformateurs et distribution), essentiellement pour ses besoins propres. La société exporte ensuite ses produits d’abord en région parisienne, puis dans le monde entier.

### Le développement du site du Creusot

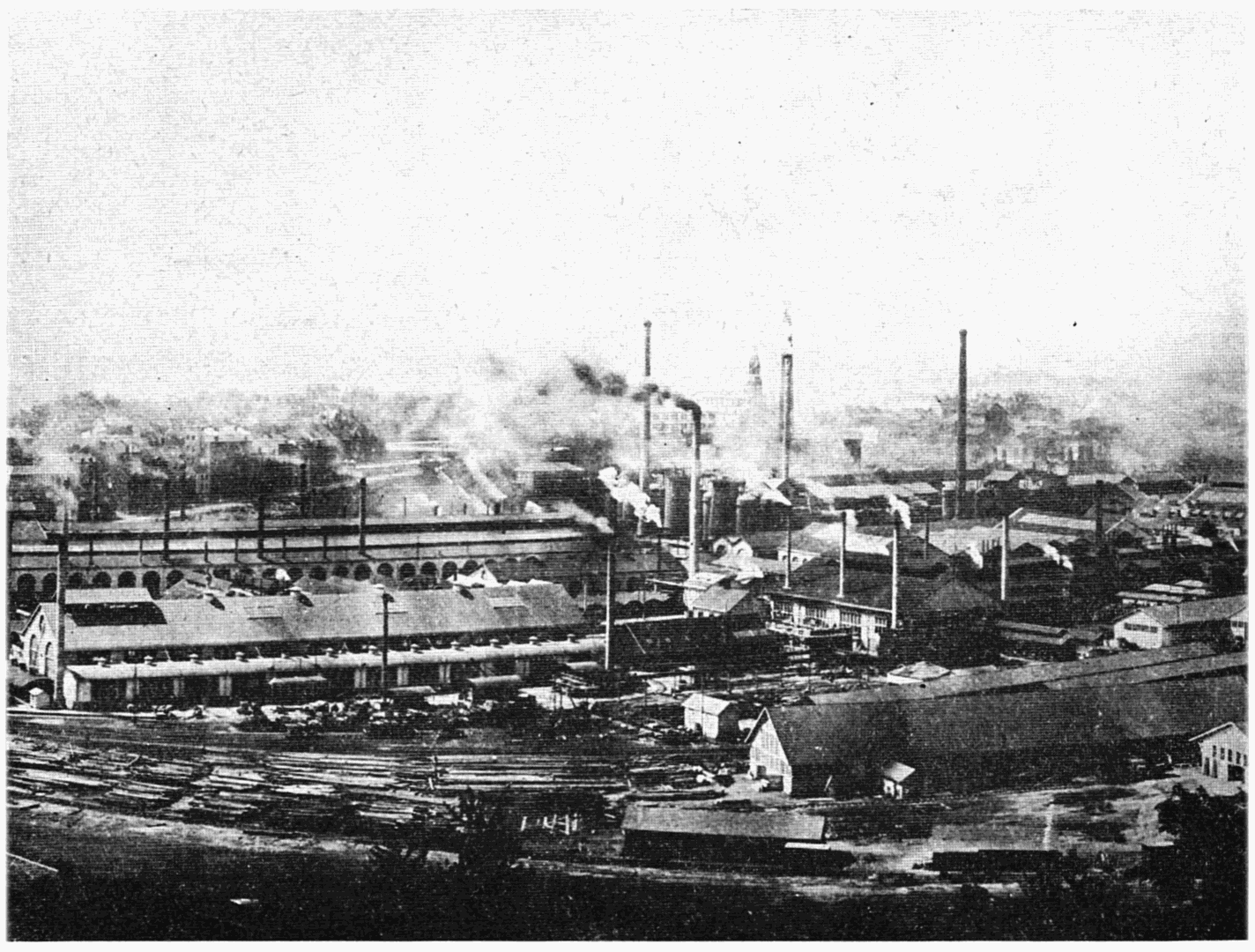
Le Creusot et ses usines en 1905.

Les établissements industriels se sont construits alors qu'aucun village constitué n'existe préalablement. L’urbanisation du site du Creusot se fait donc autour de l’usine et la croissance très rapide des effectifs nécessite vite un plan d’organisation de la ville. Les dirigeants, Eugène puis Henri Schneider, s’en préoccupent en organisant le logement des ouvriers, leur formation dans des écoles financées par la société et l’organisation logistique de l’approvisionnement en nourriture et autres produits de première nécessité, en s’appuyant sur un réseau de fournisseurs, jusqu’à plus de 50 km du Creusot. Cette politique tent progressivement vers un contrôle social de plus en plus fort. Elle est critiquée par le monde ouvrier sous le vocable de paternalisme. 
L’aménagement de l’approvisionnement en eau, critique dans la région du Creusot, et le maillage des transports par fer entre les différents ateliers constituent une part importante de ces travaux d’urbanisation.
Les ateliers du Creusot s’étendent notablement sous l’impulsion d’Eugène II, à Montchanin (Fonderie Henri-Paul) et au Breuil (aciérie et construction mécanique).

### La dynastie et le management
Le succès initial de l’aventure Schneider, puis la disparition prématurée d’Adolphe, font germer l’idée d’une transmission dynastique dans l’esprit d’Eugène Ier. La structure de la société en commandite le permet facilement. En 1867, les statuts introduisent la cogérance avec signature sociale. Cette structure perdurera sur quatre générations, malgré les tensions familiales. La longévité de chaque dirigeant à son poste est également un facteur de succès.
La conséquence logique de l'implication des dirigeants est d'être maires de la commune du Creusot de manière quasi ininterrompue au XIXe siècle et de participer à la vie politique locale. Au niveau national, la centralisation de l’organisation administrative en France nécessite une action constante au niveau parisien et proche des réseaux d’influence. Eugène Ier, puis Henri, y trouvent leur place.
De 1855 à 1900 la société participe à toutes les Expositions Universelles à Paris. Elles contribuent à leur renommée industrielle et commerciale en étant les vitrines qui leur permettent d’engranger au cours du XIXe siècle de nombreuses commandes de pays étrangers. De plus, les visites au Creusot des têtes couronnées du monde entier marquent les esprits et sont un véhicule puissant de réputation technique.
L’accroissement constant du périmètre de la société empêche un management solitaire, malgré le tropisme centralisateur de quatre générations de dirigeants. Ils s’entourent de collaborateurs de qualité sortis des grandes Écoles (Polytechnique et Centrale Paris), quelquefois liés à la famille Schneider. Durant tout le XIXe siècle, le directeur du Creusot est tout puissant, après le gérant. Cependant, afin d’assurer la transition entre les générations Schneider, les fils collaborent étroitement avec leur père et occupent simultanément divers postes dans la société. Ce mécanisme se grippe avec Eugène II qui se fâche avec ses fils en 1921 et nuit à la transition avec Charles, bien que celui-ci n’ait pas à rougir de son action.

### Grèves et tensions sociales

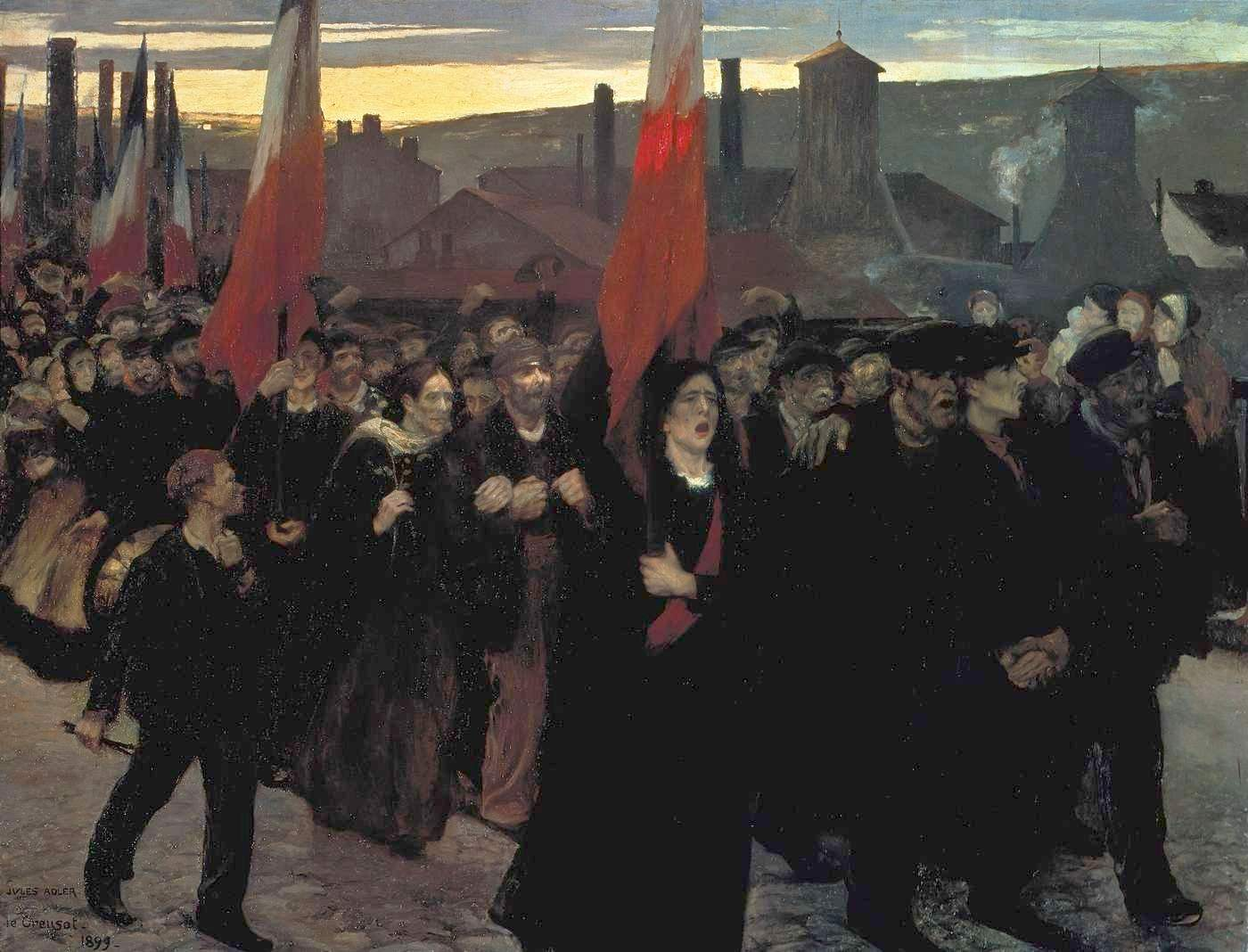
Grève de 1899 - Peinture de Jules Adler.

La fin du XIXe siècle connaît un regain de tensions sociales qui culminent avec la grève générale de 1899, très dure. Le 23 septembre 1899, une entrevue est prévue entre le secrétaire du syndicat chargé de défendre les droits des ouvriers, M. Adam, et M. Eugène II Schneider, mais ce dernier la refusa déclarant au sous-préfet d'Autun : "Je n'admets l'intervention d'aucune personne étrangère à l'usine, sauf, bien entendu, des représentants du gouvernement, dans les rapports que j'ai avec mes ouvriers." 
Eugène Schneider fait ensuite appel à l'armée et à l'arbitrage de Waldeck-Rousseau, président du conseil. La répression anti-syndicale se traduit en 1900 par le départ de 1200 ouvriers et marque durablement les esprits.

### L’ouverture sur le monde (jusqu'en1918)

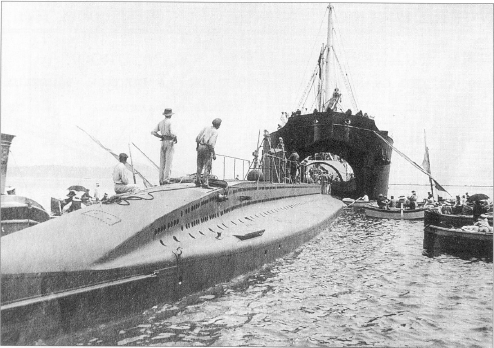
Chargement à Toulon du sous-marin Ferré de 46 mètres de long construit par Schneider et Cie pour la marine péruvienne à bord du Kanguroo en 1912.

Bien que de nombreuses fabrications et même de chantiers soient destinés à des pays étrangers souvent lointains, la direction de ces activités reste au Creusot. Henri commence à créer des usines puis des filiales, d’abord en France puis à l’étranger vers la fin du XIXe siècle. Pour l’armement on peut citer Le Havre-Harfleur, Le Hoc (1897), puis le pas de tir des Maures (1908) sur la Méditerranée. Pour l’équipement électrique, après des accords de licence avec Ganz, l’usine de Champagne-sur-Seine est créée (1903) et une partie des ouvriers du Creusot y est mutée. Pour la construction navale, le chantier de Bordeaux est créé. Pour la sidérurgie l’usine de Sète, créée en 1900, se solde par contre par un échec.
Un premier contrat de locomotives est obtenu en Russie sous l’égide de Morny, Président du corps législatif, où Eugène le supplée pendant son ambassade à Saint-Pétersbourg en 1856. Et surtout le premier contrat de locomotives pour une compagnie anglaise, la Great Eastern Railways en 1865, est annoncée triomphalement par Eugène à la Chambre. Ce succès donne une publicité mondiale aux qualités des locomotives Schneider, qui engendre un flux important de commandes (locomotives, rails et ponts) de la Russie.
L'arrivée d’Eugène II en 1898 voit l’amplification de l’implication de la société à l’étranger. La Russie reste le pays très recherché où Schneider s’associe avec la société Poutilov pour des productions d’armement (contrat récupéré lors de la prise de contrôle des ateliers de la Méditerranée). Schneider développe en 1910 un canon moderne de calibre 106.7 mm long a tir rapide et des obusiers de 122 mm et 152 mm fabriqués sous licence par Putilov pour la Russie. La défaite russe en 1917 met fin aux commandes avec ce pays.
Le succès des techniques Schneider dans l’armement liées à la qualité de son acier pour canons et blindages, ainsi qu’à l’adaptation du système de pointage Canet (canon de 75 mm), permettent à la Société d’exporter ses matériels dans de très nombreux pays (Transvaal, Mexique, Uruguay, Perse, Chine, Maroc, Bolivie, Portugal, Bulgarie). La diversification est également financière avec l'investissement dans la Compagnie du chemin de fer métropolitain de Paris.
Pour les travaux publics qui prennent une importance énorme, puisque complémentaires du développement des ponts et charpentes, une direction séparée est créée dans l'établissement de Chalon-sur-Saône qui assure elle-même la prospection commerciale et la conduite des projets (DTP - Direction des Travaux Publics). Ceux-ci demandent des montages complexes d’association avec des partenaires et des banques qui nécessitent un traitement particulier. Ses activités sont très diversifiées (barrages, écluses, aménagements portuaires, réseaux de distribution d’électricité) en France et à l’étranger.
En 1913, Schneider et Cie est, avec Saint-Gobain, l'une des deux entreprises industrielles figurant au palmarès des 20 premières capitalisations françaises.

### La politique des participations et diversifications
Cette ouverture extérieure nécessite de faire appel aux marchés financiers pour assurer le financement par le biais d’émissions obligataires et d’augmentation de capital. Une direction des participations est créée pour gérer cet écheveau de plus en plus complexe qui s’apparente à une multinationale, tout en gardant le statut de société en commandite. Cette nouvelle politique permet de limiter les risques liés aux aléas géopolitiques et industriels qui peuvent affecter la société mère en cas de retournement brutal de situation (victoire bolchevique en 1917, montée du nazisme en 1938 en Tchécoslovaquie). Des échecs industriels n’épargnent cependant pas cette politique (aciérie de Sète, port de Rosario…).
La multiplication des sites industriels français, puis étrangers, contraint Eugène II à repenser l’organisation interne et de spécialiser chaque site afin d’éviter la concurrence interne. Les sites français éloignés les uns des autres dans la fabrication de matériel militaire (Normandie, Aquitaine et Méditerranée) doivent être solidaires, le Creusot restant le socle industriel central. Le site de Chalon-sur-Saône est maintenu inféodé au Creusot, Eugène II devant répartir les fabrications entre ces deux sites dans les périodes de basses-eaux.

### La guerre de 1914-1918
La spécialisation en armement donne une activité énorme aux usines du Creusot pendant le premier conflit mondial (canons de toutes sortes et calibres et munitions). Elle s’appuie sur le premier écosystème de sous-traitants en cascade édifié dans l’industrie française, construit dans la décennie qui précède le conflit. Si les composants essentiels sont fabriqués au Creusot, ils sont assemblés et montés au Havre ou à Bordeaux. Cette activité exceptionnelle a pu être assurée par le rappel des ouvriers mobilisés dans les tout premiers mois de la guerre et la centralisation de la gestion de toutes ses activités à Paris, en particulier le suivi des contrats. Schneider prend le contrôle des Hauts-Fourneaux & Aciéries de Caen, créés par Thyssen avant la guerre (usine de Mondeville).
Schneider a un rôle central dans les énormes contrats de munitions passés par l’État et le développement du réseau de sous-traitants. La société s’implique dans les infrastructures de transport, critiques dans cette période, en prenant le contrôle des Chantiers de La Ciotat en 1916, qui fabrique des bateaux pour les Messageries Maritimes. Elle possède en propre trois bateaux pour le transport du charbon, qu’elle a construits dans ses ateliers. L’effectif de la société atteint un sommet au milieu de la guerre avec environ 37 000 salariés, dont 32 000 au Creusot.

### L'entre-deux-guerres
La fin de la guerre impose une reconversion massive vers les activités civiles. Elle sera facilitée d’une part par le rebond des commandes de locomotives à vapeur et électriques et par le développement rapide des activités de construction électriques. Après une alliance de circonstance avec le groupe Empain dans l’équipement électrique et le besoin sensible de renouveler le portefeuille de brevets (Schneider n’a jamais fait de développement propre dans le domaine de l’électricité), un partenariat avec Westinghouse (États-Unis) permet de créer, en 1929, une filiale à parité nommé "Schneider-Westinghouse-Le Matériel Électrique" . Cette filiale permet d’atteindre la taille critique face aux conglomérats allemands (Siemens et AEG), ainsi que le pôle autour de la Thomson-Houston américaine et l’Alsacienne de constructions mécaniques (SACM) qui aboutira à Alsthom. L’activité de l’usine de Champagne-sur-Seine monte en cadence avec une gamme variée de productions de l’appareillage aux moteurs et alternateurs de toutes puissances.
Schneider s’engage dans des investissements en Europe centrale en fondant en 1920 avec la Banque de l'Union Parisienne (BUP), la Banque de l’Union Européenne Industrielle et Financière (UEIF) pour prendre des participations chez Skoda. Cette société, après des débuts difficiles génère pour UEIF des profits cumulés de 500 millions de francs. Le marché hongrois s’ouvre avec la construction du port de Budapest, qui se fait malgré des manœuvres diplomatiques du Quai d’Orsay, et est inauguré le 20 octobre 1928. Divers autres contrats sont obtenus en Pologne, Grèce, Roumanie avec de nombreuses difficultés contractuelles et financières, mais qui finalement sont globalement bien gérées par un retrait de Tchécoslovaquie et la cession de toutes les participations en 1938, compte tenu des menaces de guerre du Troisième Reich.
Sur le plan français, la reconversion des ateliers du Creusot vers des fabrications civiles est menée assez rapidement et centrée sur la fabrication de nouveaux modèles de locomotives à vapeur (Pacific 231, Mikado 242, Northern 151, Santa-Fe) au rythme de 15 à 20 par mois. Les locomotives électriques représentent également une part croissante des fabrications.
Mais la crise économique des années 1930 n’épargne pas la société, qui survit grâce aux commandes étrangères d’armement, ainsi que de la construction des barrages de l’Aigle et de Génissiat. La prise du pouvoir par le Front populaire en 1936 se traduit par la nationalisation des ateliers d’armement, grand facteur de désorganisation des usines du Creusot, tant l’imbrication avec les autres fabrications était forte, mais toutefois sans une journée de grève, le souvenir des licenciements massifs de 1899 étant resté dans la mémoire collective des Creusotins. L'usine de torpilles de La Londe-les-Maures est cédée à l'Usine de torpilles de Gassin.

### La guerre de 1939-1945
En 1939, le retour de l'activité d'armement dans le giron de la société est trop tardif pour avoir un réel impact sur le cours du conflit.
L’usine du Creusot est occupée le 17 juin 1940 par la division Grossdeutschland. Elle est bombardée à deux reprises en 1942 et 1943 par l'aviation alliée, faisant de nombreuses victimes civiles et détruisant une part significative des ateliers. Charles, le seul fils survivant d’Eugène II (décédé en 1942), en prend la direction dans ces conditions dramatiques. En concertation avec la Résistance, il coordonne une action de freinage de la production qui est supervisée par l’armée allemande. Le directeur de l'usine, Henri Charles Stroh est arrêté par les Allemands en mars 1944 et déporté à Buchenwald, où il disparait.

### L’après-guerre (1945-1960)
Dès la Libération et jusqu'en 1950, Charles entreprend et coordonne un effort important de reconstruction de la ville du Creusot et des ateliers. Tout en poursuivant avec succès la stratégie de ses prédécesseurs, c'est-à-dire l'alliance du métal et de la machine, il fait accéder son entreprise aux technologies nouvelles, notamment avec l'entrée dans le secteur nucléaire.  
La très grande complexité du groupe Schneider conduit Charles à le transformer en société holding en 1949. Schneider et Cie devient le "navire amiral" (société mère) et les filiales de premier rang deviennent des sociétés anonymes. La structure en commandite par actions est conservée dans ce montage qui se subdivise désormais en trois branches:
- SFAC (Société des forges et Ateliers du Creusot) qui regroupe tous les établissements industriels existants (Le Creusot, Le Breuil, Chalon, Bordeaux), auxquels sont intégrées les usines de La Chaléassière[15], d’Anzin et de Saint-Étienne.
- CITRA (Compagnie industrielle de travaux)
- Société générale française des mines Droitaumont-Bruville et de Joudreville.

Grâce au Plan Marshall, l’atelier CM1 de la SFAC au Breuil est modernisé. La Société modernise complètement son aciérie en installant trois fours électriques de 60 à 90 t et les possibilités de laminage sont développées avec un train quarto de 3,2 m de large. L’innovation dans les locomotives électriques permet de produire la BB 9004, qui bat le record du monde de vitesse sur rail en 1955.
Depuis le début des années 1950, le CEA avait associé la société dans la construction des équipements nécessaires à la construction de la filière nucléaire nationale graphite-gaz. La décision d’acquérir la licence du réacteur PWR de Westinghouse se concrétise par la création de Framatome en 1958.
Cette période d’après-guerre est très prospère, grâce à l’énorme effort d’équipement de la France. La clientèle étrangère est également prospectée et s'ouvrent alors les marchés de l'Est, de l'Amérique latine et du Moyen-Orient. Charles Schneider se voit reconnaître par Charles de Gaulle comme "Pilote de l'activité nationale". En 1960 sa mort subite et imprévue déclenche un processus de déclin du Groupe.

### La transition Empain (1960-1970)
Le testament de Charles, sans héritier mâle, avait institué sa femme Lilian comme gérante de la société. Sans formation managériale ni technique, elle s’appuie sur Charles de Boissieu comme directeur général. Mais une branche de la famille Cossé Brissac, qui possède 7 % des actions et dont Pierre de Brissac (époux d'une fille d'Eugène II Schneider) revendique la succession, vend ses actions au baron Édouard-Jean Empain.  
Avec le rachat de 15 % d'actions disponibles en bourse, Édouard-Jean Empain, alors majoritaire, fait perdre l’influence directe de la lignée Schneider sur la direction du groupe Schneider. Il est nommé président d'un nouveau groupe nommé Empain-Schneider et impose ses hommes. Ainsi le 12 mai 1969,  il remplace le dirigeant du groupe Schneider Roger Gaspard, ancien PDG d’EDF, imposé par De Gaulle mais désavoué par le conseil d’administration en 1968, par Jean Forgeot, un banquier issu de l’Inspection des finances, et ce malgré le veto du gouvernement représenté au conseil d'administration depuis 1966, date de la transformation de Schneider de société en commandite en société anonyme.  
La politique du nouveau groupe consiste à tailler dans les coûts, et les effectifs commencent à fondre au Creusot. C’est le début de la crise de la sidérurgie, qui  va dévaster ce secteur européen dans les décennies suivantes. 

### La période Creusot-Loire (1970-1984)
En 1970 Édouard-Jean Empain nomme Jean Forgeot directeur d’une nouvelle entité nommée Creusot-Loire, créée par fusion du groupe Schneider et de la Compagnie de Forges et Ateliers de la Loire (CAFL). 
Malgré une reprise d’activité significative des Ateliers du Creusot depuis 1969, jusqu’au choc pétrolier de 1974, des investissements aventureux dans la sidérurgie aux États-Unis plombent les comptes de la société nouvellement constituée. 
Le lancement du programme nucléaire français en 1973 profite à la filiale Framatome, qui voit son activité exploser et qui crée deux établissements industriels, l'un au Creusot pour la construction des cuves et l'autre à Chalon-sur-Saône pour la réalisation des générateurs de vapeur et des pressuriseurs. La direction bicéphale (Philippe Boulin-Michel Collas), dirigeants issus des deux sociétés fusionnées portent en germe les difficultés à venir. 
De plus, le baron Empain se dégage du management du groupe Empain-Schneider et place Didier Pineau-Valencienne comme PDG de son groupe. À la fin des années 1980, ce dernier tente de faire pression sur le gouvernement français pour sauver Creusot-Loire, sans succès.
Le deuxième choc pétrolier, entraine une nouvelle récession, surtout à l’international et déstabilise complètement Creusot-Loire. 
Jean Forgeot est remplacé par Philippe Boulin comme PDG en juin 1982 et Olivier  Bes de Berck est nommé directeur général à sa place. 
Les efforts de redressement n’étant pas couronnés de succès, Philippe Boulin démissionne en décembre 1982, laissant Pineau-Valenciennes gérer seul la situation. Après de multiples rebondissements dans les négociations avec le gouvernement Mauroy, c’est l’échec.
En décembre 1984, le Tribunal de commerce de Paris décide la mise en liquidation judiciaire de Creusot-Loire.

### Le démantèlement et l’évolution vers la construction électrique (1984-1999)
Didier Pineau-Valenciennes gère alors le démantèlement des sociétés du groupe en se recentrant sur les activités électriques regroupées autour de Schneider-Westinghouse.
Les activités sidérurgiques et métallurgiques sont reprises en grande partie par Usinor, les activités mécaniques par Framatome et les activités de construction ferroviaire par Alsthom.
Le pôle électrique se renforce par l’acquisition de Télémécanique (1988), de Square D aux États-Unis (1991) et Merlin Gérin (1992). 
En mai 1999 le groupe Schneider SA  est renommé Schneider Electric, sans conserver de lien industriel avec le groupe qui l’a vu naître.

## Réalisations et productions
Pendant toute la vie de la société ou groupe, les diverses activités de ses usines et sites ont engendré des productions et des services d'une grande diversité. Si au début elles ont été réalisées sur le site du Creusot, elles se sont ensuite réparties sur l'ensemble des usines et des très nombreuses filiales. Classées par grandes catégories, elles sont :
- Productions sidérurgiques : fontes, aciers, rails,
- Constructions mécaniques : machines à vapeur fixes, moteurs pour la navigation fluviale et maritime, avions, machines d'ateliers, chaudronnerie, matériel de mines,
- Locomotives : locomotives à vapeur, locomotives électriques, locomotives diesel,
- Construction navale : constructions civiles, constructions militaires,
- Ponts, charpentes métalliques, appareils de levage,
- Armement : canons, matériel d’armement, munitions, plaques de blindage,
- Matériels électriques : moteurs, équipements,
- Divers : produits réfractaires,
- Ensembles clé en main : équipements de Travaux Publics, équipements industriels.

## Les filiales
Liste non exhaustive :
- Aviméta (1918-1929)
- Forges et chantiers de la Gironde (1882-?)[24]
- Société d'Optique et de Mécanique de Haute Précision (SOM-Berthiot) (1913-1964)[25]
- Société d'outillage mécanique et d'usinage d'artillerie (SOMUA) (1914-1955)
- Société Métallurgique de Knutange (SMK) (1919-1975)[26]
- Société métallurgique de Normandie (1916-?)[27]
- Banque de l'Union européenne industrielle et financière (1920-1946)
- Le Matériel Électrique - Schneider-Westinghouse (1929-1964)
- Société des Forges et Ateliers du Creusot (SFAC) (1949-1970)
- Compagnie industrielle de travaux (CITRA) (1949-1969)
- Société générale française des mines (1949-?)
- Matériel de traction électrique (1954-1987)
- Framatome (1958-1992)[28]
- Jeumont-Schneider (1964-1986)
- Creusot-Loire (1970-1984)